# Skräp-Jocke
Skräp-Jocke (engelska: The Litterbug) är en amerikansk animerad kortfilm med Kalle Anka från 1961. Filmen är den sista Kalle Anka-kortfilm som producerades för biovisning.

## Handling
Filmen är uppbyggd som en undervisningsfilm och handlar om Kalle Anka och knattarna som slänger skräp vart de än går. De stoppas så småningom av polis som får dem på andra tankar.

## Om filmen
Filmen är en undervisningsfilm med Kalle Anka i huvudrollen, som även hade huvudroll i filmen Kalle Anka möter ödet från 1956 med samma tema.
Filmen finns dubbad till svenska.

## Rollista
- Clarence Nash – Kalle Anka
- John Dehner – berättare[3]